# Сере-Поле-Зохаб
Сере-Поле-Зохаб (перс. سرپل ذهاب‎) — приграничный город на западе Ирана, в провинции Керманшах. Административный центр шахрестана Сарполь-э-Захаб.

## География
Город находится на западе Керманшаха, в горной местности западного Загроса, на высоте 548 метров над уровнем моря.
Сере-Поле-Зохаб расположен на расстоянии приблизительно 110 километров к западу от Керманшаха, административного центра провинции и на расстоянии 510 километров к юго-западу от Тегерана, столицы страны. Большинство трудоспособного населения занято в сельском хозяйстве.

## Население
На 2006 год население составляло 34 632 человека; в национальном составе преобладают курды.
| 1991   | 1996   | 2006   | 2011   |
| ------ | ------ | ------ | ------ |
| 11 952 | 27 418 | 34 632 | 38 898 |